# Psychoda lutea
Psychoda lutea és una espècie d'insecte dípter pertanyent a la família dels psicòdids que es troba a Malàisia.